# 周仁生
周仁生（1922年4月22日－2004年1月27日），后改名周任辛，中国托洛茨基主义运动的重要人物，温州地区托派组织的主要领导人之一，长期从事马克思主义理论宣传、革命活动及翻译和教育工作。

## 生平

### 早年与革命活动
周仁生1922年4月22日出生于浙江温州，家境清寒，自幼勤奋好学。1930年代末，他在温州中学读书期间，对社会不公问题产生浓厚兴趣。1940年，他通过阅读《列宁全集》及托洛茨基的《论中国革命》接触托洛茨基主义，并开始参与温州地区的地下革命活动。他与温州托派领导人林松祺建立联系，接受其指导。
1942年，周仁生进入浙江大学龙泉分校外文系求学。。1946年，他在温州发起成立“马克思主义挺进社”，聚集左翼青年，传播托洛茨基主义理论，并出版油印刊物《挺进》。由于其革命活动，他被国民党列为“匪特”通缉。
1946年起，周仁生前往上海，参与中国托派多数派的全国组织建设，与彭述之、郑超麟等领导人合作。1948年8月20日至9月8日，托派召开第三次代表大会，周仁生列席会议，会议决定改组为中国革命共产党，他被选为宣传委员会委员。1949年，他被任命为福建海澄中学（今龙海二中）校长。

### 入狱与晚年
1952年12月22日，周仁生因托派活动被中华人民共和国政府逮捕，被判无期徒刑，服刑27年。在狱中，他拒绝认罪或接受改造，坚持阅读马克思主义经典，组织狱友学习外语和理论。据回忆，他在监狱中翻译了部分托洛茨基著作的手稿，试图保持思想活跃。1979年6月5日，他获释并恢复公民权，返回温州。
晚年，周仁生在温州教育学院担任英语教师，深受学生爱戴。他义务开设夜校，培养学生，为温州地区的英语教育普及作出贡献。

## 教育与翻译工作
周仁生在温州教育学院以严谨细致又风趣幽默的教学风格著称，注重启发学生思维，深受学生尊敬。他义务开设夜校，教授《新概念英语》等英语课程，致力于普及教育，长达22年时间，深刻影响了温州地区的众多学子。他与郑超麟保持长期通信，讨论托洛茨基主义理论及翻译工作。
他投身翻译工作，向中文世界介绍托洛茨基主义与社会主义民主思想，翻译及撰写的文章多发表于《十月评论》、《先锋》等左翼刊物。其主要翻译成果包括艾薩克·多伊徹的《先知三部曲：被放逐者托洛茨基（1929-1940）》（上海人民出版社，1999年）。这套由北京中央编译出版社出版发行的三卷集，出版后曾经赢得1999年全国十大好书的第七位。他还翻译了托洛茨基的部分文章，如《论中国革命》选篇。他在译完《彭述之回忆录》法文版第一卷的大部分后，未及出版便病逝了。

## 思想与影响
周仁生信仰托洛茨基的“不断革命”理论，主张工人阶级通过直接行动建立社会主义社会，反对官僚主义和资本主义复辟。他生活简朴，晚年仍坚持马克思主义理论教育和思想传播。
周仁生的托派活动在1949年后的中国被官方视为“反革命”行为，导致其思想和贡献长期被边缘化。然而，近年来，学术界和左翼社群开始重新评价其生平，特别是在中国托洛茨基主义历史研究中。